# 찜 (영화)
《찜》(영어: Tie A Yellow Ribbon)은 1996년 《고스트 맘마》로 데뷔한 한지승 감독의 두 번째 작품이다. 코미디, 로맨스물로 사랑하는 누나에게 접근하기 위해 여장한 남자의 이야기로, 주연 배우인 안재욱의 여장이 큰 화제를 모았다. 

## 출연
- 김혜수
- 안재욱
- 최철호
- 강성진
- 김희라
- 주호성
- 이두일
- 홍석천
- 권해효